# Patrick Martin (bobsleigh)
Pour les articles homonymes, voir Martin et Patrick Martin.
Patrick Henry Martin, né le 19 août 1923 à Louisville (New York) et mort le 21 avril 1987 à Massena (New York), est un bobeur américain.

## Biographie
Patrick Martin participe aux Jeux olympiques de 1948 à Saint-Moritz, et remporte le titre olympique en bob à quatre avec ses coéquipiers américains Edward Rimkus, Francis Tyler et William D'Amico. Aux Jeux olympiques de 1952 à Oslo, il obtient deux médailles d'argent, la première en bob à deux avec Stan Benham et la deuxième en bob à quatre avec Stan Benham, Howard Crossett et James Atkinson.

## Palmarès

### Jeux olympiques
- : Médaillé d'or en bob à 4 aux Jeux olympiques de 1948
- : Médaillé d'argent en bob à 2 aux Jeux olympiques de 1952
- : Médaillé d'argent en bob à 4 aux Jeux olympiques de 1952

### Championnats du monde
- Championnats du monde de bobsleigh 1949 à Lake Placid
  -  Médaille d'or en bob à 4.
- Championnats du monde de bobsleigh 1950 à Cortina d'Ampezzo
  -  Médaille d'or en bob à 4.
  -  Médaille d'argent en bob à 2.
- Championnats du monde de bobsleigh 1951 à L'Alpe d'Huez
  -  Médaille d'argent en bob à 2.
  -  Médaille d'argent en bob à 4.